# 范源濂
范 源濂（はん げんれん）は清末民初の教育者・政治家。清末は変法派の一員として活動し、中華民国成立後は北京政府で教育総長をつとめたことで知られる。字は静生。

## 事績

### 変法派としての活動
初めは塾教師であった。1898年（光緒24年）、湖南巡撫陳宝箴が創設した時務学堂に学ぶ。当時、梁啓超が総教習であり、その門下生として范源濂は新学に親しみ、変法思想を抱くことになる。戊戌の政変後、范も官憲に追われることとなる。唐才常とともに上海へ逃れ、南洋公学で学んだ。
1900年（光緒26年）、梁啓超らが横浜で開いた大同学校に、蔡鍔らとともに入学した。後に、東京高等師範学校に進学している。同年秋、唐の決起計画に加わるため、長沙に一時戻った。しかし、事が漏れて唐が逮捕されたため、再び日本に戻り、法政大学で学んだ。この時分に法政大学の総理であった梅謙次郎に懇請し、法政大学に清国留学生のための法政速成科を設置させた。
1904年（光緒30年）、范源濂は帰国し、留学事業に携わった。その翌年からは清朝が創設した学部で各職を歴任し、学制の整備など様々な教育事業の事務に取り組んでいる。

### 中華民国教育制度の整備
中華民国成立後は、范源濂は梁啓超派として天津で国民協進会の設立に奔走する。1912年（民国元年）3月、同会の正式な設立と共にその常務幹事となった。5月、国民協進会が他の結社と合併して共和党が組織されると、范はその幹事となる。翌年5月に共和・民主・統一3党合併により進歩党が成立すると、これにも参加している。
范源濂は、北京政府初代教育総長蔡元培の下で教育部次長に就任している。蔡とともに新式教育のための改革推進、条規整備に邁進した。この2人により、「普通教育弁法」などの条規が制定されている。蔡はわずか3月で内閣総理唐紹儀とともに辞職に追い込まれたが、後任の陸徴祥内閣で范が後任の教育総長に就任した。范は改革をさらに推し進め、「学制令」、「小学校令」、「師範学校令」、「女子中学章程」、「大学令」、「専門学校令」など一連の条規を整備し、中華民国における近代教育の幕開けを導いた。
1913年（民国2年）2月、范源濂は病のため教育総長を辞任する。同年秋、上海に赴いて中華書局編輯長に就任した。ここでも范は、教育分野を重視し、様々な教科書の発行に従事している。後に袁世凱が皇帝即位をもくろむと、梁啓超・蔡鍔らとともに、反袁闘争である護国戦争（第三革命）を支持した。

### 北京師範大学校長に
袁世凱死後の1916年（民国5年）7月、范源濂は段祺瑞内閣の教育総長に再任された。翌年1月には内務総長を兼任代理している。府院の争いでは段を支持して黎元洪と対立し、対ドイツ参戦問題では参戦支持を主張している。しかし6月、范は段の命により、議会を襲撃した公民団の説得に赴いたものの失敗したため、責任をとる形で休職する。張勲復辟の解決後に復帰したが、11月に辞職し、欧州へ教育視察に赴いた。
1920年（民国9年）の安直戦争後も、范源濂は靳雲鵬内閣の教育総長として起用され、義務教育の整備に取り組んだ。翌年12月に教育総長を辞職し、欧米各国の教育視察に再び赴く。1923年（民国12年）7月に帰国し、北京師範大学校長に就任して、教育者養成事業に取り組んだ。翌年9月に校長を辞したものの、中華教育基金会会長等をつとめ、引き続き教育事業に携わった。
1927年（民国16年）12月23日、天津にて病没。享年54。

## 注
1. ↑  熊尚厚「范源濂」による。徐友春主編『民国人物大辞典 増訂版』は1876年生まれとする。